# De observator en het beeld
De observator en het beeld is een sciencefictionverhaal van de Vlamink Guido Eekhaut. Het was het zesde verhaal in de verhalenbundel Ganymedes 4, uitgegeven door A.W. Bruna Uitgevers. Die verhalenbundel kwam tot stand door het inzenden van lezers en andere liefhebbers van het genre, die weleens een eigen verhaal op papier wilden zetten. Het literair debuut van Eekhaut kwam in 1980 in de verhalenbundel Labyrinten.

## Het verhaal
Op een planeet wordt een tempelachtige constructie gevonden met daarin een haast vast opgestelde kubus. Aangezien verdere referenties ontbreken moeten de onderzoekers en observatoren het doen met giswerk. Een van de belangrijkste vragen is of zich in en rondom die kubus geesten of individuën ophouden. Een aantal neemt ze wel waar, een aantal ook niet. De zaak wordt nijpender als het idee wordt geopperd om de kubus te verhuizen naar Aarde. Degenen die de geesten rondom de kubus zien, hebben zo hun angstige vermoedens, maar twijfelen ook of zij niet door hersenspinselen in de luren worden gelegd.   